# 阿拉貢地區防禦委員會
阿拉貢地區防禦委員會（西班牙語：Consejo Regional de Defensa de Aragón，縮寫为）是全國勞工聯盟在西班牙工人革命背景下以及西班牙內戰期間創建的行政實體。
該委員會是自1707年以來阿拉貢的第一個自治政府，成為共和国政府控制地區內部的一個自治政府。 成立於內戰的第一階段（1936年10月至1936年12月），僅由全國勞工聯盟的無政府主義者組成，代表了人民陣線從1936年12月至解散前的所有反法西斯勢力。 他十分短暫，其活動持續不到一年，於1937年8月在共產主義的影響下被共和国政府解散。在其存在的短期內，採取了進步的和革命性的經濟和社會措施，在為擊敗法西斯敵人而鬥爭的同時，為社區提供支持。

## 歷史

阿拉貢地區防禦委員會管理的領土（紅色）。

### 起源與成立
该組織的成立主要是因爲阿拉貢農民所持的無政府工團主義傳統，以及全國勞工聯盟在該地的影響。阿拉贡的革命是在加泰罗尼亚和巴伦西亚的民兵來之前開始的，因为在之前地方的革命并没有成功。但是在阿拉贡，革命委员会却立即自發地成立了。由於工人民兵已经夺取了政权，開始了一场社会革命，虽然還没有摧毁共和国，但該地也因爲军事叛乱而造成了权力真空。因此，从加泰罗尼亚赶来的民兵纵队才會來到該地來保衛自己曾經的勝利成果，而且共和國政府和加泰羅尼亞政府本身在阿拉贡地区的行动空间就是很小。
在1936年軍事政變後，阿拉貢從北到南劃定了一條分界線，「阿拉貢陣線」。而這條線的西方是法西斯政府，而東方則是共和國政府與無政府主義政府。在名義上共和國政府控制的地區，大部份實際是由革命委員會的民兵控制，這些民兵基本都是無政府主義者。
在1936年10月6日，全国劳工聯盟阿拉贡、里奥哈和纳瓦拉地区委员会工会和纵队特别全体会议在布哈拉洛斯的杜鲁蒂纵队总部举行。除了来自阿拉贡139个城镇174名CNT工会代表，还有CNT全国委员会和不同的联邦纵队。（杜鲁蒂纵队、红黑纵队、FAI小鷹纵队、卡洛德菲爾纵队）以及加泰罗尼亚委員會的许多成员外，各纵队的代表也出席了会议，如布埃纳文图拉·杜鲁蒂、格雷戈里奥·若弗、安东尼奥·奥尔蒂斯、克里斯托巴尔·阿尔达巴尔德特雷库和胡利安·梅里诺。弗朗西斯科·卡雷尼奥、巴勃罗·鲁伊斯和胡利安·梅里诺。全会讨论了与共和国管理机构合作的重要性，决定根据1936年9月15日在马德里举行的全国委员会全体会议上提出的指示，在共和国政府的范围内建立与國防委员会相联系的地区防禦委员会。全會同意成立阿拉貢地區防禦委員會，整合阿拉贡境内已宣布自由共产主义的领土。這其中大約有450個農村社區，基本所有的社区都由全国委員會管理，只有20个社区由勞動者總聯盟管理。这种情况是共和国政府和总工会不太喜欢的，但当时這種情況無法避免。
地區防禦委員會设在卡斯佩，並使其成爲阿拉贡革命的主要力量。他们的领导人很快就宣布，阿拉贡农村已经成为西班牙的乌克兰，他们不允许自己被马克思主义的军国主义所淹没，就像1921年俄国无政府主义的那样。 虽然在其他地区确实为其他经济活动成立了工人委员会，但在其他地方都没有像阿拉貢地區防禦委員會那样成立了一个具有如此力量和独立性的实体，甚至能够拒绝共和国政府。

### 短暫的生命
1937年1月19日，阿斯卡索被正式任命为政府代表。1937年2月中旬，在卡斯佩召开了一次代表大会，500名代表出席了会议，代表了阿拉贡無政府主义的80000名集體無政府主義者，目的是建立一个地区集体主义联合会。

### 解散
是由於军事干预而解散的，由於時間之快使卡斯佩當局措手不及。地方CNT工会联合会遭到攻击，李斯特的部队在入侵时摧毁了部分城市。坦克和大炮集中在城市出口处。发生了一些冲突，有人员伤亡。華金‧ 阿斯卡索和CRDA的无政府主义成员因若干罪名（甚至包括珠宝走私）被逮捕。在阿拉贡其他地区，另有700名无政府主义者被捕。

## 组成

复制地區防禦委員會的盾牌。

根据1936年12月21日发布的CRDA第12号公告，该委員會的组成如下： 
| 委員會位置     | 委員                   | 政黨或工會   |  |
| -------------- | ---------------------- | ------------ |  |
| 主席           | 华金·阿卡索            | 全國勞工聯盟 |  |
| 公共秩序       | 阿道夫·巴拉诺          | 全國勞工聯盟 |  |
| 信息宣传       | 埃瓦里斯托·維紐萊斯    | 全國勞工聯盟 |  |
| 农业           | 阿道夫·阿纳尔          | 全國勞工聯盟 |  |
| 劳工           | 米格尔·丘卡            | 全國勞工聯盟 |  |
| 运输与通讯     | 路易斯·蒙托留          | 全國勞工聯盟 |  |
| 经济与用品     | 伊夫利奥·马丁内斯      | 全國勞工聯盟 |  |
| 正义           | 乔斯·伊格纳西奥·曼特肯 | 共和左翼     |  |
| 金融           | 耶苏斯·格拉西亚        | 共和左翼     |  |
| 文化           | 曼努埃尔·拉托雷        | 劳动者总联盟 |  |
| 公共工程       | 何塞·鲁伊斯·波劳       | 劳动者总联盟 |  |
| 卫生与社会援助 | 何塞·杜克              | 西班牙共产党 |  |
| 工商业         | 庫斯托迪奧·佩纳罗查    | 西班牙共产党 |  |
| 总书记         | 贝尼托·帕蓬            | 辛迪加党     |  |

## 外部連結
- 维基共享资源上的相關多媒體資源：阿拉貢地區防禦委員會
- Boletín oficial del Consejo de Aragón （页面存档备份，存于） 1937年6月24日阿拉貢地區防禦委員會公告的封面。
- Boletín del Consejo Regional de Defensa de Aragón y Boletín Oficial de Aragón. （页面存档备份，存于） 1937年7月1日阿拉贡地区防御委员会公告的封面。